# Supposition
Als Supposition bezeichnet man in der Logik der Scholastik verschiedene Arten, in denen ein Terminus für etwas stehen bzw. etwas bezeichnen kann. Eine Darlegung dieser verschiedenen Arten bezeichnet man auch als Suppositionstheorie.
Eine Suppositionstheorie findet sich in vielen Traktaten mittelalterlicher Logik und in den meisten Logik-Summen, so beispielsweise in denen von Wilhelm von Ockham, Wilhelm von Sherwood und Walter Burleigh. Im Folgenden soll der Kern dieser Theorien, dasjenige, worüber sich die meisten mittelalterlichen Autoren einig sind, vorgestellt werden.
Die Supposition betrifft Termini, also Allgemeinbegriffe, wie sie beispielsweise im Syllogismus vorkommen. Zum Beispiel ist in dem Satz „homo est animal“, „der Mensch ist ein Sinnenwesen“, sowohl „homo“ als auch „animal“ ein Terminus. Es werden nun die folgenden Arten von Supposition unterschieden:
- suppositio materialis – materiale Supposition: Ein Terminus steht für diesen selbst bzw. für das Wort, das den Terminus bildet. Beispiel „homo est nomen“ – „‚Mensch‘ ist ein Nomen“. Hier steht der Terminus „homo“ für das Wort „homo“ selbst.
- suppositio simplex – einfache Supposition: Ein Terminus steht für den durch ihn bezeichneten Begriff. Beispiel „homo est species“ – „Der Mensch ist eine Art“. Der Terminus „homo“ steht hier für die menschliche Art als solche.
- suppositio personalis – personale Supposition bezeichnet den Normalfall, nämlich dass ein Terminus für seine Einzelinstanzen steht, also beispielsweise „Mensch“ für die einzelnen Menschen. Die personale Supposition hat wiederum verschiedene Unterarten, je nachdem, ob der Terminus alle oder nur einige dieser Instanzen bezeichnet:
  - suppositio determinata – bestimmte Supposition: Ein Terminus steht für eine Gesamtheit, solcherart dass der Satz in eine Disjunktion (oder-Verknüpfung) umgeformt werden kann, in der die einzelnen Elemente aufgezählt werden. Beispiel: Im Satz „aliquis homo currit“ – „Irgendein Mensch läuft“ steht „homo“/„Mensch“ in bestimmter Supposition. Dieser Satz ist nämlich äquivalent mit „Caesar currit vel Cicero currit vel ...“ – „Caesar läuft oder Cicero läuft oder ...“ usw. für alle Einzelinstanzen für „Mensch“.
  - suppositio confusa distributiva – konfus-distribuierte Supposition: Ein Terminus steht für alle Elemente einer Gesamtheit, solcherart dass der Satz in eine Konjunktion (und-Verknüpfung) umgeformt werden kann, welche die einzelnen Elemente explizit aufzählt. Beispiel: im Satz „omnis homo currit“ – „Jeder Mensch läuft“ steht „homo“/„Mensch“ in konfus-distribuierter Supposition. Der Satz kann umgeformt werden in „Caesar currit et Cicero currit et ...“ – „Caesar läuft und Cicero läuft und ...“ usw. für alle Einzelinstanzen für „Mensch“.
  - suppositio confusa tantum – bloß konfuse Supposition: Ein Terminus steht für ein Element einer Gesamtheit, der Satz kann aber weder in eine Konjunktion noch in eine Disjunktion umgeformt werden. Beispiel „Omnis Romanus est homo“ – „Jeder Römer ist ein Mensch“. Der Terminus „homo“/„Mensch“ steht hier in bloß konfuser Supposition, denn der Satz ist weder äquivalent mit „Omnis Romanus est Caesar vel Cicero vel ...“ – „Jeder Römer ist Caesar oder Cicero oder ...“ noch äquivalent mit „Omnis Romanus est Caesar et Cicero et ...“ – „Jeder Römer ist Caesar und Cicero und ...“.

Logisches Quadrat des Antal Reviczky (1723–1781); aus: Elementa philosophiae rationalis seu logica, Tyrnavia (Tyrnau-Nagyszombat-Trnava) 1757.

 Nach anderen geriet die mittelalterliche Lehre von der Supposition als scholastisch in der frühen Neuzeit in Misskredit und wurde vergessen. Vermutlich daher kann sie nicht direkt auf eine Fragestellung der modernen Logik abgebildet werden. Stattdessen gibt es eine ganze Reihe von heutigen Thematiken, die mit der Suppositionstheorie verknüpft sind. Die materiale Supposition erinnert an heutige Überlegungen zum Zitat, die Differenzierung von formaler und materialer Supposition ist damit in der Sache Vorläuferin der Unterscheidung von Metasprache und Objektsprache bzw. in der angelsächsischen (Sprach-)Philosophie und Linguistik von „use“ und „mention“.
In der einfachen Supposition klingt eine Theorie der abstrakten Gegenstände an. Darüber hinaus gibt es eine Verbindung zwischen der personalen Supposition und der modernen Lehre der Quantifikation. Gemäß der modernen Auffassung werden allerdings Allgemeinheit und Partikularität an Quantoren wie „alle“ und „einige“ („omnis“, „aliquid“) nicht an den Termini (modern: Prädikate) festgemacht.